# 727
727(칠백이십칠)은 726보다 크고 728보다 작은 자연수다.

## 수학
- 129번째 소수(素數)다. 앞의 소수는 719, 다음은 733이다.
  - 15번째 회문 소수다. 앞의 회문 소수는 383, 다음은 757이다.
  - 베르누이 수의 분자 {\displaystyle B_{378}}을 나눌 수 있는 비정규 소수다.
- {\displaystyle 46^{11}-1}은 727로 나누어떨어진다.

## 과학
- NGC 727: 화로자리 방향에 있는 나선은하.

## 교통

### 항공
- 보잉 727: 보잉에서 개발한 중거리용 3발 제트 여객기. 한때 보잉사에서 제작한 항공기 중 가장 많이 팔린 항공기였다.

### 철도
- 서울 지하철 7호선 건대입구역의 역번호.

### 도로
- 727번 지방도: 전북특별자치도 무주군 안성면에서 무주읍까지 이어지는 대한민국의 지방도.
- 현도 제727호선

## 군사
- 727 해군 항공대(영어판): 영국의 해군 항공대.

## 문화유산
- 대한민국의 보물 제727호: 남양전씨 종중 문서 일괄

## 기타
- 날짜: 7월 27일
- 연도: 727년, 기원전 727년